# Prorates arctos
Prorates arctos är en tvåvingeart som beskrevs av Hall 1972. Prorates arctos ingår i släktet Prorates och familjen fönsterflugor.
Artens utbredningsområde är Wyoming. Inga underarter finns listade i Catalogue of Life.